# Хочой, Соломон
Сэр Соломон Хочой (англ. Solomon Hochoy; 20 апреля 1905, колония Ямайка — 15 ноября 1983, Бланчиссёз, Тринидад и Тобаго) — тринидадо-тобагинский государственный деятель, генерал-губернатор Тринидада и Тобаго (1962—1972).

## Биография
Выходец из семьи эмигрантов китайского происхождения, приехавших на Тринидад, когда ему было два года. Вырос в деревне Бланчиссёз, в 1922 году окончил колледж Св. Марии.
В 1927 году поступил на государственную службу.
- 1949—1954 гг. — министр труда,
- 1954—1956 гг. — заместитель министра,
- 1956—1960 гг. — министр по делам колоний,
- 1960—1962 гг. — губернатор,
- 1962—1972 гг. — генерал-губернатор Тринидада и Тобаго.

Награждён орденом Британской империи (OBE) (1952), кавалер Большого креста ордена Святого Михаила и Святого Георгия (KCMG), Рыцарь Большого Креста Королевского Викторианского ордена (GCVO).